# Камаєв Юрій Олександрович
Камаєв Юрій Олександрович (нар. 29 вересня 1970, Кременець) — український прозаїк та літературний критик.

## Біографія
Народився 29 вересня 1970 року в Кременці Тернопільської області.
Дипломант III премії конкурсу «Коронація слова» за 2011 рік.
З травня 2024 року член редакційної ради художньо-аналітичного альманаху «Кременецький культурний контекст».
Автор книг
- «Мед з дікалоном» (2008);
- «Стовп самодержавства, або 12 справ Івана Карповича Підіпригори» у співавторстві (2011)
- «Максими» (2018)

та до сотні рецензій на книги сучасних українських авторів у періодиці та на мережевих ресурсах.

### Оцінка творчості
Оксана Забужко: «Поки що моє „відкриття року“ — „Мед з дікалоном“ Юрія Камаєва. Попри позірно попсову назву, це цілком серйозна книжка — збірка прегарних оповідань з нашої історії минулого століття, написаних із повною відповідальністю автора перед матеріалом, явно на підставі архівних студій».